# Isay
Isay (in lingua gaelica scozzese: Ìosaigh, pronunciato ˈiəs̪aj) è un'isola non abitata delle Ebridi Interne, sulla costa occidentale della Scozia. Sorge nel Loch Dunvegan, 1 km al largo della costa nord-occidentale dell'isola di Skye. Vicino ad essa, vi sono anche due isole minori, Mingay e Clett. Il nome ha origine dall'antico norreno ise-øy, che significa "isola delle focene". A sud di Isay sorge l'isola di Lampay, e l'area totale di Isay ammonta a 60 ettari.

## Storia
Il primo proprietario di Isay e delle isolette circostanti di cui ci siano menzioni fu Olaf il Nero, dominatore del Regno dell'isola di Man nel XIII secolo.
Nel XVI secolo la tenuta principale dell'isola era abitata dal Clan MacLeod of Lewis, e fu qui che Roderick Macleod di Lewis ('Nimheach' - il velenoso) implementò il suo piano per assicurare che il proprio nipote avrebbe ereditato Raasay e le terre di Gairloch. Convocò le due famiglie più potenti del tempo (i nomi non furono trascritti) alla tenuta di Isay per un banchetto, con la scusa di informarli di una buona notizia. Durante la festa, invitò ogni persona presente ad accompagnarlo fuori dalla sala del banchetto per informarli della notizia. Mentre ogni persona lasciava la sala, la vittima veniva subito pugnalata a morte. In questo modo, Roderick riuscì a sbarazzarsi di tutte e due le famiglie.
L'isola fu sede di una piccola comunità di pescatori intorno al 1830, che comprendeva un emporio e una stazione di pesca, e nel 1841 era abitata da 15 famiglie. Tuttavia, come molte altre piccole isole, i circa 90 abitanti furono rimossi durante le Highland Clearances per far posto alla pastorizia. I resti di 18 e più cottages sono ancora visibili chiaramente dalla penisola di Waternish, da cui si possono osservare le tre isole.
L'isola fu per un breve periodo di proprietà del cantante Donovan negli anni sessanta del XX secolo.